# Tercermundismo
El tercermundismo es, originalmente, una tendencia política relacionada en distintas maneras con la izquierda política, el nacionalismo económico, el socialismo y el antiimperialismo de varias regiones del mundo que reivindican, entre otros asuntos, el empoderamiento, el desarrollo económico y social y la autonomía del tercer mundo —término acuñado por Alfred Sauvy en 1952 para describir a los países que en medio de la Guerra Fría no se encontraban políticamente alineados ni con el primer mundo (los Estados Unidos y sus aliados) ni con el segundo mundo (la Unión Soviética y sus aliados)—. Sauvy declaraba que «este Tercer Mundo ignorado, explotado, despreciado como el Tercer Estado, quiere, también él, llegar a ser algo». Posteriormente, el término se ha simplificado para denominar el estado de un país o región con un índice de desarrollo bajo o la calidad de vida de sus habitantes están en condiciones no favorables. Asimismo, también ha adquirido una connotación peyorativa para describir algo de «de calidad muy deficiente».

Símbolo genérico representativo del Movimiento de Países No Alineados

Por otra parte, parte de la teoría tercermundista sostiene que el subdesarrollo de los países del tercer mundo es producto del colonialismo occidental y sus derivaciones posteriores. Así, la responsabilidad de la pobreza de las naciones subdesarrolladas recae en la riqueza de las naciones desarrolladas. Es uno de los fundamentos ideológicos del modelo económico propuesto por el desarrollismo y la teoría de la dependencia. Movimientos de inspiración tercermundista han sido los movimientos de liberación nacional el Movimiento de Países No Alineados y el Foro de São Paulo.
Según esta idea, las antiguas potencias coloniales son responsables de la penuria de sus antiguas colonias en la medida en que explotaron intensivamente sus riquezas en beneficio propio y no en favor de sus habitantes ni de un posterior desarrollo de las regiones afectadas. Los abusos de los colonizadores, que adaptaron la geografía política y económica a sus intereses, favorecieron los monocultivos, agotaron recursos naturales o provocaron diferentes problemas demográficos, impidiendo a los colonizados buscar caminos propios hacia el desarrollo.
El tercermundismo usualmente denuncia también el neocolonialismo ejercido por las viejas potencias y otros países como los Estados Unidos, a los que acusan de seguir explotando al tercer mundo, ya sea por medios económicos, como los monopolios de las multinacionales o la creación de deuda externa a través de organismos internacionales de crédito como el Fondo Monetario Internacional —al cual acusa de imponer a los países condiciones desfavorables para recibir sus ayudas—, y los tratados de libre comercio, o por medios políticos como el financiamiento e instigación de golpes de Estado y la desestabilización de gobiernos contrarios por medio de operaciones de inteligencia, apoyo militar y político a gobiernos afines y estigmatización de gobiernos contrarios acusándolos de apoyar el llamado «terrorismo» o de ser parte del eje del mal.

## Críticas
Algunos sectores liberales sostienen que el tercermundismo está asociado al proteccionismo, el autoritarismo y las restricciones a las libertades de mercado y de consumo, lo cual, dicen, incentivaría la corrupción que las multinacionales sostienen, el crecimiento de la burocracia y de los casos de abuso de poder, ineficiencia y la aparición de monopolios, que también aparecen en países desarrollados.
Asimismo, afirman que el atraso del tercer mundo sería una consecuencia del propio sistema político y económico de esos países, olvidando que sus sistemas de gobierno son impuestos desde las potencias. El endeudamiento público, la corrupción y falta de incentivos para el ahorro y las inversiones, que el liberalismo afirma que son causa de pobreza, son consecuencias de la colonización y del control de los mercados y de los recursos, de acuerdo con los partidarios del tercemundismo.